# Zaouli

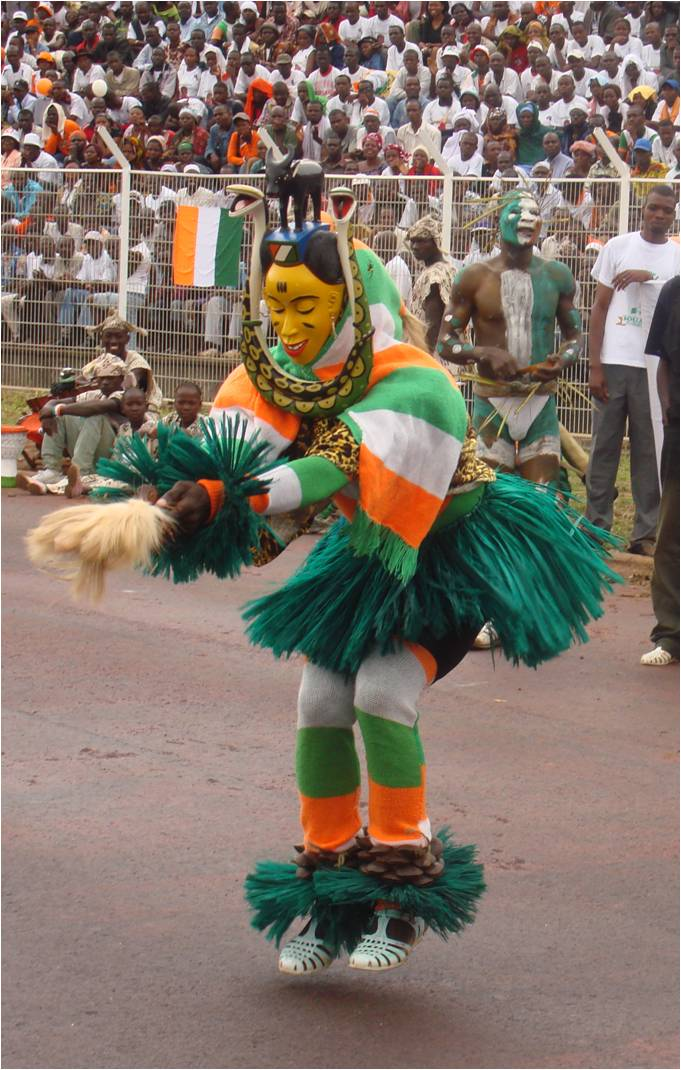
Tanečník zaouli

Zaouli je tradiční tanec příslušníků národa Guro z centrální části Pobřeží slonoviny. Maska, kterou při něm tanečníci používají, byla vytvořena v roce 1950, údajně inspirována dívkou jménem "Djela Lou Zaouli",  což znamená Zaouli, dcera Djely. Nicméně příběhů o původu masky je vícero a vzájemně se liší. Každá maska může mít svoji vlastní symbolickou historii.
Každá guroská vesnice má svého vlastního tanečníka zaouli (vždy se jedná o muže), který tančí při pohřbech a oslavách. Gurové věří, že tanec zvyšuje plodnost ve vesnici, v níž je prováděn, a považují ho za nástroj sjednocující celý národ a potažmo celou zemi.

## V populární kultuře
Britská zpěvačka M.I.A. zařadila zaouli do svého klipu Matahdatah Scroll 01: Broader Than A Border.